# Brandt József

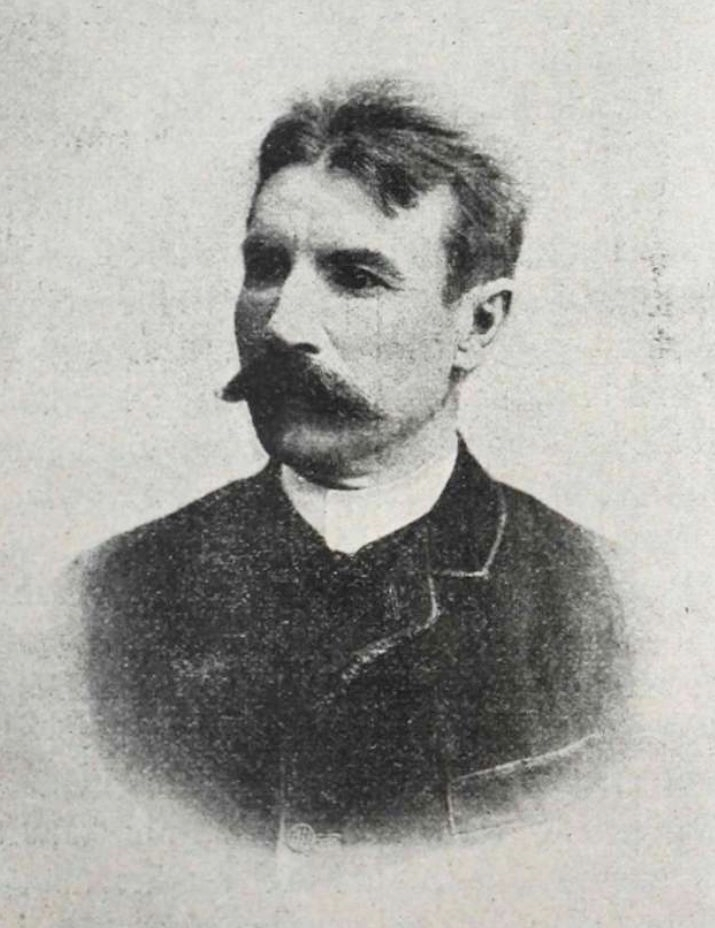
Arcképe az Erdélyi Lapokban, 1909

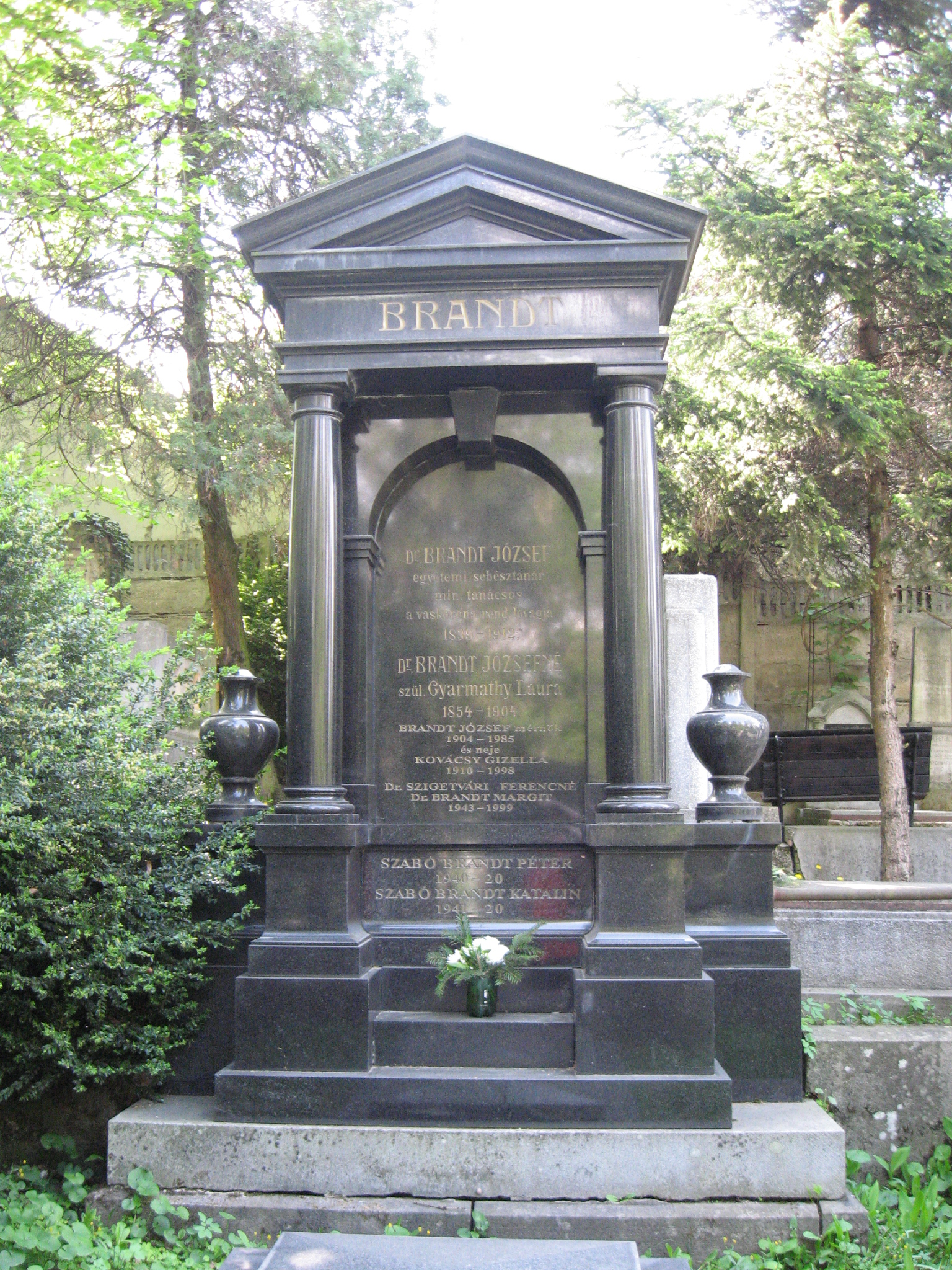
Síremléke a Házsongárdi temetőben

Brandt József (Pócstelke, 1839 – Kolozsvár, 1912. június 12.) orvos, egyetemi tanár.

## Életpályája
A Szeben megyei Pócstelkén született, amely ma Balázstelke községhez tartozik. Középiskolai tanulmányait Medgyesen kezdte az  evangélikus gimnáziumban és Kolozsváron fejezte be 1859-ben az  unitárius kollégiumban. A bécsi orvosi egyetemen az erdélyi Goldbergianum ösztöndíjjal tanult, 1864-ben szerezte meg a orvosi oklevelét. Utána a bécsi sebészeti klinikán tanársegéd, 1865–1867 között  katonaorvos, 1867-től a kolozsvári sebészeti tanintézetben a sebészet és szemészet helyettes tanára, 1871-től a sebészet nyilvános rendes tanára. 1872-től a kolozsvári egyetemen mint a sebészet nyilvános rendes tanára működött.  1878–1879 és 1891–1892 között  az orvosi kar prodékánja volt, 1893-1894-ben pedig az egyetem rektora.
Híres műtétek kötődnek nevéhez. Európában másodikként hajtott végre veseműtétet. Mindent operált, sőt még arcplasztikát is végzett, egyben az arisztokrácia „háziorvosa” volt. 1870-ben Kolozsváron önkéntes mentőegyletet alapított, az 1895-1896-ban az akkori Magyar utcában létesített Vöröskereszt-kórházat az ő közreműködésével hozták létre. Szintén az ő nevéhez fűződik a kolozsvári Mikó utcai új sebészeti klinika létesítése, amely száz ágyával akkor óriási eredménynek számított.
1905-ben ment nyugdíjba. Szépirodalommal, filozófiával is foglalkozott. 1912. június 12-én halt meg, és a kolozsvári Házsongárdi temető lutheránus részében nyugszik.

## Munkássága
Szakterülete a sebészet és az orvosoi pszichológia volt. Szakcikkei az Orvosi Hetilap,  a Wiener Med. Wochenschrift,  a Pester Med. Chirurg. Presse című szaklapokban, valamint a kolozsvári  Orvos-Természettudományi Értesítőben
jelentek meg.

### Művei
- Petefészektömlő kiirtásának gyógyult esete (Kolozsvár, 1879)
- A sérvek gyökeres (radical) műtéte (Kolozsvár, 1880)
- A húgykövek spontán gyógyulása (Kolozsvár, 1882)
- Plastikus műtétek (Kolozsvár, 1889)
- A Koch-féle oltásokról (Kolozsvár, 1891)
- A kórháztól való félelem (Kolozsvár, 1899)
- Tudomány és humanizmus (Kolozsvár, 1908)